# Semper ardens
Semper ardens betyder Altid brændende. Carlsberg bruger udtrykket til en øl-serie.
Ølserien består primært af følgende øl:
- Abbey Ale
- Criollo Stout
- First Gold I.P.A. (Indian Pale Ale)
- Honning Ale
- Winter Rye
- Blonde Bier
- Keller Pilz

Samt sæson-øllene:
- Christmas Ale
- Easter Brew